# Glória Pires
Glória Maria Cláudia Pires de Morais (n. 23 august 1963) este o actriță braziliană.